# BB霜
BB霜（英語：BB cream）是一種化妝品，為多功能面霜，可以代替粉底與遮瑕膏，亦有美白、保濕等等功效。BB霜1960年代由德國皮膚科醫生克里斯汀·苏拉梅（Christine Schrammek）發明，1980年代由韓國的化妝品公司改進。